# Djewol
Djewol è uno dei sette comuni del dipartimento di Kaédi, situato nella regione di Gorgol in Mauritania. Contava 11.532 abitanti nel censimento della popolazione del 2000.